# Monteagudo de las Vicarías
Monteagudo de las Vicarías è un comune spagnolo di 265 abitanti situato nella comunità autonoma di Castiglia e León.